# CS홀딩스
CS홀딩스(영어: CS Holdings)는 경상북도 포항시 남구 괴동로 43 (장흥동)에 본사를 둔 지주회사이다.

## 같이 보기
- 조선선재
- 동국제강

## 내용주
1. ↑  조선선재, CS로직스의 대표이사를 겸하고 있다.